# Kanjon Kamačnik
Kanjon Kamačnik se nalazi na geomorfološki vrlo zanimljivom području krša vrlo blizu autoceste Rijeka-Zagreb u Gorskim kotaru.
Zaštićeni krajolik se nalazi području grada Vrbovskoga.
Dužina staze od izvora Kamačnika do ušća iznosi 6,3 km. Pješačka staza vodi rubom stijene, i brojnim mostovima sagrađenim iznad potoka. Vodi kroz šumu bukve, jele i smreke.
Prostire se na 74,44 hektara zaštićenog područja na nadmorskoj visini od 370-600 metara.
Na samom ulazu u park nalazi se ugostiteljski objekt.

## Fotografije
- Izvor Kamačnika
- Kamačnika
- Most

## Vanjske poveznice
- tz-vrbovsko.hr  Arhivirana inačica izvorne stranice od 14. listopada 2009. (Wayback Machine)
- [neaktivna poveznica]
- TZ Kvarnera
- Javna ustanova Priroda